# Modern Times
Modern Times (literalment en català "Temps moderns") és un llargmetratge de 1936 dirigit, escrit i protagonitzat per Charles Chaplin. La pel·lícula és un retrat de les condicions desesperades que la classe obrera va haver de suportar en l'època de la Gran Depressió, condicions promogudes, en la visió que en fa la pel·lícula, per l'eficàcia de la industrialització i la producció en cadena. Mostra escenes d'aire futurista de la factoria on treballa Charlot, que podrien haver estat influenciades pel film Metropolis de Fritz Lang. És considerada com un exemple de pel·lícula de crítica social, però Chaplin va treure importància al mèrit que hom li donà.
Modern Times va ser un film a cavall entre el cinema mut i sonor, ja que Chaplin torna a mostrar reticències i crítiques envers aquest darrer. S'hi van incloure efectes sonors, com la música, cançons i veus provinents de ràdios i altaveus, així com els de l'activitat de les màquines, tot d'elements que aporten maldecaps i disgustos al protagonista. Cap al final del film es pot sentir breument per primer cop la veu de Charles Chaplin, que canta una versió còmica de la cançó de Léo Daniderff, Je cherche après Titin, amb paraules inventades que imiten una barreja de francès i d'italià, amb algun mot en anglès.
A la pel·lícula també hi intervenen Paulette Goddard, Henry Bergman, Stanley Sandford i Chester Conklin.

## Argument
Charlot treballa en una fàbrica collant cargols en una cinta sens fi. Un dia té un atac nerviós, producte de l'estrès del seu treball. Comença a cargolar nassos en lloc de cargols i acaba creant el caos. L'acomiaden i l'ingressen en un sanatori mental. Un cop recuperat, surt al carrer i troba que la fàbrica on treballava és tancada. Per atzar topa amb una manifestació i és detingut, acusat, ―injustament― de ser-ne el capdavanter.
Quan surt de la presó troba que la vida al carrer és molt difícil. Després d'una feina fallida ―a causa de les seves males aptituds―, prova que el tornin a empresonar. Primer volent assumir la culpa del robatori d'una barra de pa comès per una òrfena que tenia molta gana, i després intentant marxar d'un restaurant sense haver pagat el compte. El detenen, i en el cotxe patrulla troba la noia òrfena i aconsegueixen escapar-se.
Llavors comencen a buscar-se la vida junts, amb el somni de tenir una casa bonica. Primer treballa com a empleat nocturn en un centre comercial, però és acomiadat perquè s'ha quedat adormit en una pila de roba. Després torna a treballar a la seva antiga fàbrica com a ajudant de mecànic. Però l'empresa tanca a causa d'una vaga i de nou el protagonista és detingut acusat ―una altra vegada injustament― d'haver atacat, durant els disturbis, un policia, al qual va llençar un maó després de trepitjar una fusta.
En sortir de la presó, es retroba amb l'òrfena, que treballa en un cafè‑concert, en el qual els cambrers canten. La noia li promet buscar-li feina allà mateix. En Charlot és un cambrer pèssim, però diverteix molt els clients quan li arriba l'hora de cantar. Sembla, doncs, que tots dos han trobat una feina estable. Però arriba la policia i intenta endur-se la noia a l'orfenat. Tots dos aconsegueixen escapar-se.
En la seqüència final van per un camí desolat. La noia comença a plorar, però el rodamón l'anima a no perdre l'esperança ni el somriure. S'allunyen junts cap a l'horitzó, buscant el bon futur que tant somien, sense rendir-se, agafats de la mà, com en moltes de les anteriors pel·lícules de Charlot.
Però aquesta vegada va acompanyat.